# Masters de Canadá 2017
El Masters de Canadá 2017 fue un torneo de tenis que se jugó en pista dura al aire libre. Se trató de la edición 128.ª (para los hombres) y la 116.ª (para las mujeres) del Masters de Canadá, y fue parte de los ATP World Tour Masters 1000 de los Torneos ATP en 2017, y de los WTA Premier 5 en los torneos Torneos WTA en 2017. El torneo femenino se disputó en el estadio Aviva Centre de Toronto, y el masculino en el Uniprix de Montreal, del 7 al 13 de agosto de 2017, el cual pertenece a un conjunto de torneos que formaron parte del US Open Series 2017.

## Puntos y premios

### Distribución de Puntos
| Evento                 | G    | F   | SF  | CF  | Ronda de 16 | Ronda de 32 | Ronda de 64 | Q  | Q2 | Q1 |
| Individuales Masculino | 1000 | 600 | 360 | 180 | 90          | 45          | 10          | 25 | 16 | 0  |
| Dobles Masculino       | 1000 | 600 | 360 | 180 | 90          | 0           | —           | —  | —  | —  |
| Individuales Femenino  | 900  | 585 | 350 | 190 | 105         | 60          | 1           | 30 | 20 | 1  |
| Dobles Femenino        | 900  | 585 | 350 | 190 | 105         | 5           | —           | —  | —  | —  |

### Premios monetarios
| Evento                 | G        | F        | SF       | CF       | Ronda de 16 | Ronda de 32 | Ronda de 64 | Q2     | Q1     |
| Individuales Masculino | $894,585 | $438,635 | $220,760 | $112,255 | $58,295     | $30,730     | $16,595     | $3,820 | $1,950 |
| Individuales Femenino  | $497,700 | $241,840 | $121,150 | $57,690  | $27,790     | $14,240     | $7,680      | $3,120 | $1,890 |
| Dobles Masculino       | $277,030 | $135,630 | $68,030  | $34,920  | $18,050     | $9,520      | —           | —      | —      |
| Dobles Femenino        | $140,230 | $70,835  | $35,070  | $17,650  | $8,950      | $4,420      | —           | —      | —      |

## Cabezas de serie

### Individuales masculino
Los cabezas de serie están establecidos al ranking del 31 de julio. 
| N.º | Clasif | Jugador            | Puntos Antes | Puntos que defender | Puntos ganados | Puntos Después | Actuación en el torneo                           |
| --- | ------ | ------------------ | ------------ | ------------------- | -------------- | -------------- | ------------------------------------------------ |
| 1   | 2      | Rafael Nadal       | 7465         | 0                   | 90             | 7555           | Tercera ronda perdió ante Denis Shapovalov       |
| 2   | 3      | Roger Federer      | 6545         | 0                   | 600            | 7145           | Final, perdió ante Alexander Zverev              |
| 3   | 7      | Dominic Thiem      | 4065         | 80                  | 45             | 4030           | Segunda ronda, perdió ante Diego Schwartzman     |
| 4   | 8      | Alexander Zverev   | 3560         | 90                  | 1000           | 4470           | Campeón, venció a Roger Federer                  |
| 5   | 9      | Kei Nishikori      | 3320         | 80                  | 45             | 3285           | Segunda ronda, perdió ante Gaël Monfils          |
| 6   | 10     | Miloš Raonić       | 3220         | 0                   | 10             | 3230           | Segunda ronda, perdió ante Adrian Mannarino      |
| 7   | 11     | Grigor Dimitrov    | 3070         | 90                  | 90             | 3070           | Tercera ronda, perdió ante Robin Haase           |
| 8   | 12     | Jo-Wilfried Tsonga | 2805         | 35                  | 45             | 2815           | Segunda ronda, perdió ante Sam Querrey           |
| 9   | 13     | David Goffin       | 2560         | 45                  | 45             | 2560           | Segunda ronda, perdió ante Hyeon Chung           |
| 10  | 14     | Tomáš Berdych      | 2480         | 0                   | 0              | 2480           | Se dio de baja                                   |
| 11  | 15     | Pablo Carreño      | 2350         | 90                  | 45             | 2305           | Segunda ronda, perdió ante Kevin Anderson        |
| 12  | 16     | Roberto Bautista   | 2335         | 90                  | 180            | 2425           | Cuartos de final, perdió ante Roger Federer      |
| 13  | 17     | Lucas Pouille      | 2255         | 45                  | 10             | 2220           | Primera ronda, perdió ante Jared Donaldson       |
| 14  | 18     | John Isner         | 2145         | 45                  | 10             | 2110           | Primera ronda, perdió ante Juan Martín del Potro |
| 15  | 19     | Jack Sock          | 2335         | 45                  | 45             | 2335           | Segunda ronda, perdió ante David Ferrer          |
| 16  | 20     | Nick Kyrgios       | 1680         | 0                   | 90             | 1770           | Tercera ronda, perdió ante Alexander Zverev      |

#### Bajas masculinas
| Clasif | Jugador        | Puntos Antes | Puntos a Defender | Puntos Ganados | Puntos Después | Baja debido a           |
| ------ | -------------- | ------------ | ----------------- | -------------- | -------------- | ----------------------- |
| 1      | Andy Murray    | 7750         | 0                 | 0              | 7750           | Lesión de cadera.       |
| 4      | Stan Wawrinka  | 6140         | 360               | 0              | 5780           | Lesión en la rodilla.   |
| 5      | Novak Djokovic | 6325         | 1000              | 0              | 5325           | Lesión en el codo.      |
| 6      | Marin Čilić    | 5075         | 10                | 0              | 5065           | Problema en el aductor. |

### Dobles masculino
| Tenista                             | Clasif | Preclasificados |
| Henri Kontinen John Peers           | 5      | 1               |
| Łukasz Kubot Marcelo Melo           | 5      | 2               |
| Jamie Murray Bruno Soares           | 11     | 3               |
| Bob Bryan Mike Bryan                | 14     | 4               |
| Ivan Dodig Marcel Granollers        | 21     | 5               |
| Pierre-Hugues Herbert Nicolas Mahut | 22     | 6               |
| Raven Klaasen Rajeev Ram            | 27     | 7               |
| Oliver Marach Mate Pavić            | 34     | 8               |

### Individuales femenino
Las cabezas de serie están establecidas al ranking del 31 de julio. 
| N.º | Clasif | Jugador              | Puntos antes | Puntos por defender | Puntos ganados | Puntos después | Actuación en el torneo                               |
| --- | ------ | -------------------- | ------------ | ------------------- | -------------- | -------------- | ---------------------------------------------------- |
| 1   | 1      | Karolína Plíšková    | 6751         | 1                   | 190            | 6940           | Cuartos de final, perdió ante Caroline Wozniacki [6] |
| 2   | 2      | Simona Halep         | 5830         | 30                  | 350            | 6150           | Semifinales, perdió ante Elina Svitolina [5]         |
| 3   | 3      | Angelique Kerber     | 5626         | 1                   | 105            | 5730           | Tercera ronda, perdió ante Sloane Stephens [PR]      |
| 4   | 4      | Garbiñe Muguruza     | 5175         | 55                  | 190            | 5310           | Cuartos de final, perdió ante Elina Svitolina [5]    |
| 5   | 5      | Elina Svitolina      | 4935         | 185                 | 900            | 5650           | Campeona, venció a Caroline Wozniacki [6]            |
| 6   | 6      | Caroline Wozniacki   | 4860         | 105                 | 585            | 5340           | Final, perdió ante Elina Svitolina [5]               |
| 7   | 7      | Johanna Konta        | 4665         | 1                   | 1              | 4665           | Segunda ronda, perdió ante Yekaterina Makarova       |
| 8   | 8      | Svetlana Kuznetsova  | 4410         | 1                   | 1              | 4410           | Segunda ronda, perdió ante Catherine Bellis          |
| 9   | 9      | Venus Williams       | 4052         | 0                   | 105            | 4157           | Tercera ronda, perdió ante Elina Svitolina [5]       |
| 10  | 10     | Agnieszka Radwańska  | 3940         | 60                  | 105            | 3985           | Tercera ronda, perdió ante Caroline Wozniacki [6]    |
| 11  | 11     | Dominika Cibulková   | 3575         | 55                  | 60             | 3580           | Segunda ronda, perdió ante Lucie Šafářová            |
| 12  | 12     | Jeļena Ostapenko     | 3495         | 1                   | 1              | 3495           | Primera ronda, perdió ante Varvara Lepchenko [Q]     |
| 13  | 13     | Kristina Mladenovic  | 3155         | 1                   | 1              | 3155           | Primera ronda, perdió ante Barbora Strýcová          |
| 14  | 14     | Petra Kvitová        | 3130         | 100                 | 60             | 3090           | Segunda ronda, perdió ante Sloane Stephens [PR]      |
| 15  | 16     | Anastasija Sevastova | 2270         | 60                  | 60             | 2270           | Segunda ronda, perdió ante Naomi Osaka [Q]           |
| 16  | 17     | Yelena Vesnina       | 2121         | 1                   | 60             | 2180           | Segunda ronda, perdió ante Ashleigh Barty [Q]        |

#### Bajas femeninas
| Clasif | Jugadora        | Puntos antes | Puntos por defender | Puntos ganados | Puntos después | Baja debido a |
| ------ | --------------- | ------------ | ------------------- | -------------- | -------------- | ------------- |
| 15     | Serena Williams | 2810         | 0                   | 0              | 2810           | Embarazo      |

### Dobles femenino
| Tenista                            | Clasif | Preclasificadas |
| Yekaterina Makarova Yelena Vesnina | 6      | 1               |
| Chan Yung-jan Martina Hingis       | 11     | 2               |
| Lucie Šafářová Barbora Strýcová    | 12     | 3               |
| Sania Mirza Shuai Peng             | 19     | 4               |
| Tímea Babos Andrea Hlaváčková      | 27     | 5               |
| Lucie Hradecká Kateřina Siniaková  | 31     | 6               |
| Ashleigh Barty Casey Dellacqua     | 32     | 7               |
| Raquel Atawo Chan Hao-ching        | 39     | 8               |

## Campeones

### Individual masculino
Alexander Zverev venció a  Roger Federer por 6-3, 6-4

### Individual femenino
Elina Svitolina venció a  Caroline Wozniacki por 6-4, 6-0

### Dobles masculino
Pierre-Hugues Herbert /  Nicolas Mahut vencieron a  Rohan Bopanna /  Ivan Dodig por 6-4, 3-6, [10-6]

### Dobles femenino
Yekaterina Makarova /  Yelena Vesnina vencieron a  Anna-Lena Grönefeld /  Květa Peschke por 6-0, 6-4